# 家武村
家武村（えたけむら）は、かつて愛知県幡豆郡に存在した村である。
現在の西尾市東部（家武町など）に該当する。

## 沿革
- 1889年（明治22年）10月1日 - 家武村が発足。
  - 室場村、花明村、家武村、平原村で、役場事務組合（室場村外三か村組合）が設立される。
- 1932年（昭和7年）9月1日 - 室場村、平原村、花明村と合併し、室場村が発足。同日家武村は廃止。